# Niobrarasaurus
Niobrarasaurus là một chi khủng long, được Carpenter Dilkes & Weishampel mô tả khoa học năm 1995.